# Atlas Borealis
Atlas Borealis je soubor 24 hvězdných map oblasti severní oblohy od deklinace +30°. Sestavil ho Antonín Bečvář stejným způsobem jako Atlas Eclipticalis, který doplňuje. V původním vydání obsahuje 24 listů.